# Fels-Gletscher
Der Fels-Gletscher ist ein 14 km langer Talgletscher in der nördlichen Alaskakette in Alaska (USA). Der Fels-Gletscher strömt gemeinsam mit dem weiter nördlich verlaufenden Castner-Gletscher und dem weiter südlich verlaufenden Canwell-Gletscher in westlicher Richtung zum Flusstal des Delta River.
Das 2100 m hoch gelegene Nährgebiet des Fels-Gletschers befindet sich an der Westflanke des Snow White und der Südflanke des M'Ladies Mountain. Der 800 m breite Fels-Gletscher strömt in westnordwestlicher Richtung und endet auf einer Höhe von etwa 870 m. Unterhalb der Gletscherzunge durchfließt der 5,6 km lange Lower Miller Creek eine enge Schlucht. 3,5 km westlich der Gletscherzunge verläuft der Richardson Highway. 
Auf topografischen Karten aus dem Jahre 1955 wurde der Fels-Gletscher fälschlicherweise als Eel Glacier bezeichnet.